# Conservatoire royal de musique
Ne doit pas être confondu avec Conservatoire royal, Conservatoire royal de Bruxelles ou Conservatoire royal supérieur de musique de Madrid.
Le Conservatoire royal de musique (en anglais The Royal Conservatory of Music) est un établissement canadien dispensant des enseignements dans le domaine de la musique et des arts. Il fournit des normes d'évaluation, des publications et des représentations pour des personnes de tous les âges. Il organise également des stages à travers tout le Canada et dans le monde entier.
Le siège du conservatoire royal de musique se situe à Toronto, en Ontario. Il a été fondé par Edward Fisher en 1886 sous le nom de The Toronto Conservatory of Music. En 1947, il reçut une charte royale du roi George VI.

## Histoire
Le conservatoire a été fondé en 1886 et a officiellement ouvert ses portes en septembre 1887. Il fut tout d'abord situé sur deux étages au-dessus d'un magasin de musique à l'intersection de Dundas Street et de la rue Yonge. Son fondateur, Edward Fisher, était un jeune organiste né aux États-Unis. Le conservatoire est la première institution de ce type au Canada : une école destinée à la formation des chanteurs et des musiciens mais dont le but est aussi d'instiller l'amour de la musique aux jeunes enfants. En 1987, le conservatoire acheta une nouvelle propriété près de l'intersection de College Street et de University Avenue afin de pouvoir faire face à son développement rapide. 
Le conservatoire a toujours été en relation avec l'université de Toronto afin de préparer les étudiants aux examens et il partage ses locaux avec la faculté de musique de l'université depuis 1919.
En 1947, George VI attribua au conservatoire une charte royale reconnaissant ainsi une des plus importantes écoles de musique du Commonwealth. Le Toronto Conservatory of Music devint The Royal Conservatory of Music.
Le conservatoire a été administré par l'université de Toronto entre 1963 et 1991, date à laquelle il devint une institution totalement indépendante.

## Professeurs célèbres
- Leon Fleisher
- Alberto Guerrero
- Norman Wilks

## Anciens élèves célèbres
- Adrienne Clarkson
- Bruce Cockburn
- Jesse Cook
- David Foster
- Glenn Gould
- Robert Goulet
- Lawrence Gowan
- Stephen Harper
- Diana Krall
- Loreena McKennitt
- Oscar Peterson
- Mitchell Sharp
- Paul Shaffer
- Teresa Stratas
- Jon Vickers